# ただいま母さん
『ただいま母さん』（ただいまかあさん）は、NHK大阪放送局の制作によりNHK BSプレミアムの「プレミアムドラマ」枠で2013年2月24日の22時から22時59分（JST)に放送された日本のテレビドラマ。若手脚本家の育成を目的としたプロジェクト｢ドラマ番組部脚本開発会」により最優秀脚本に選ばれた劇団「MCR」の劇作家・櫻井智也によるオリジナル作品で、14年前に6歳で亡くした息子を巡り夫婦が喪失感に向き合い乗り越えていく姿を描いた会話劇。
平成25年度文化庁芸術祭参加作品として2013年10月13日22:00～22:59NHKBSプレミアムで再放送された。また、2014年8月14日午前0:10～1:09NHK総合で地上波初放送された。2019年8月15日18:00~18:59NHKBSプレミアムで3度目の再放送。

## キャスト
- ヤスコ - 南果歩
- タカオ - 甲本雅裕
- ユウイチ - 永山絢斗（幼少： 髙木陸）
- 源一郎 - 草刈正雄

## スタッフ
- 作 - 櫻井智也
- 音楽 - サキタハヂメ
- 演出 - 松浦禎久
- 制作統括 -櫻井賢
- 美術 -　西村薫
- 技術 -　坂本忠雄
- 音響効果 -　巽浩悦
- 撮影 -　石橋正和
- 照明 -　青井紀子
- 音声 -　深田次郎
- 映像技術 -　中山浩佑
- 記録 -　木本裕美
- 編集 -　佐藤秀城
- 制作・著作 - NHK大阪放送局